# Iulota epispila
Iulota epispila är en fjärilsart som beskrevs av Oswald Beltram Lower 1897. Iulota epispila ingår i släktet Iulota och familjen stävmalar. Inga underarter finns listade i Catalogue of Life.